# Stefan Dziewulski

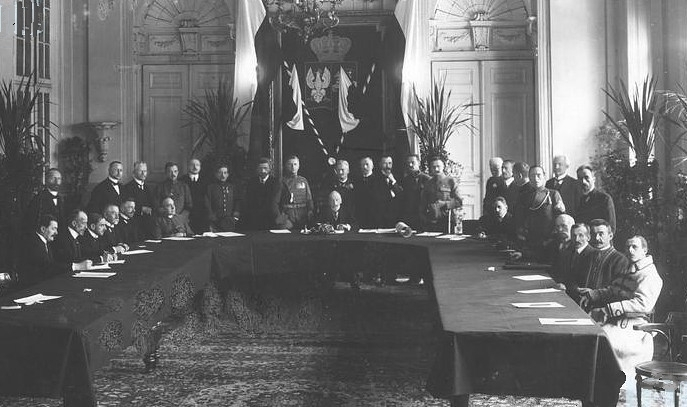
Posiedzenie Tymczasowej Rady Stanu, Stefan Dziewulski siedzi pierwszy z lewej

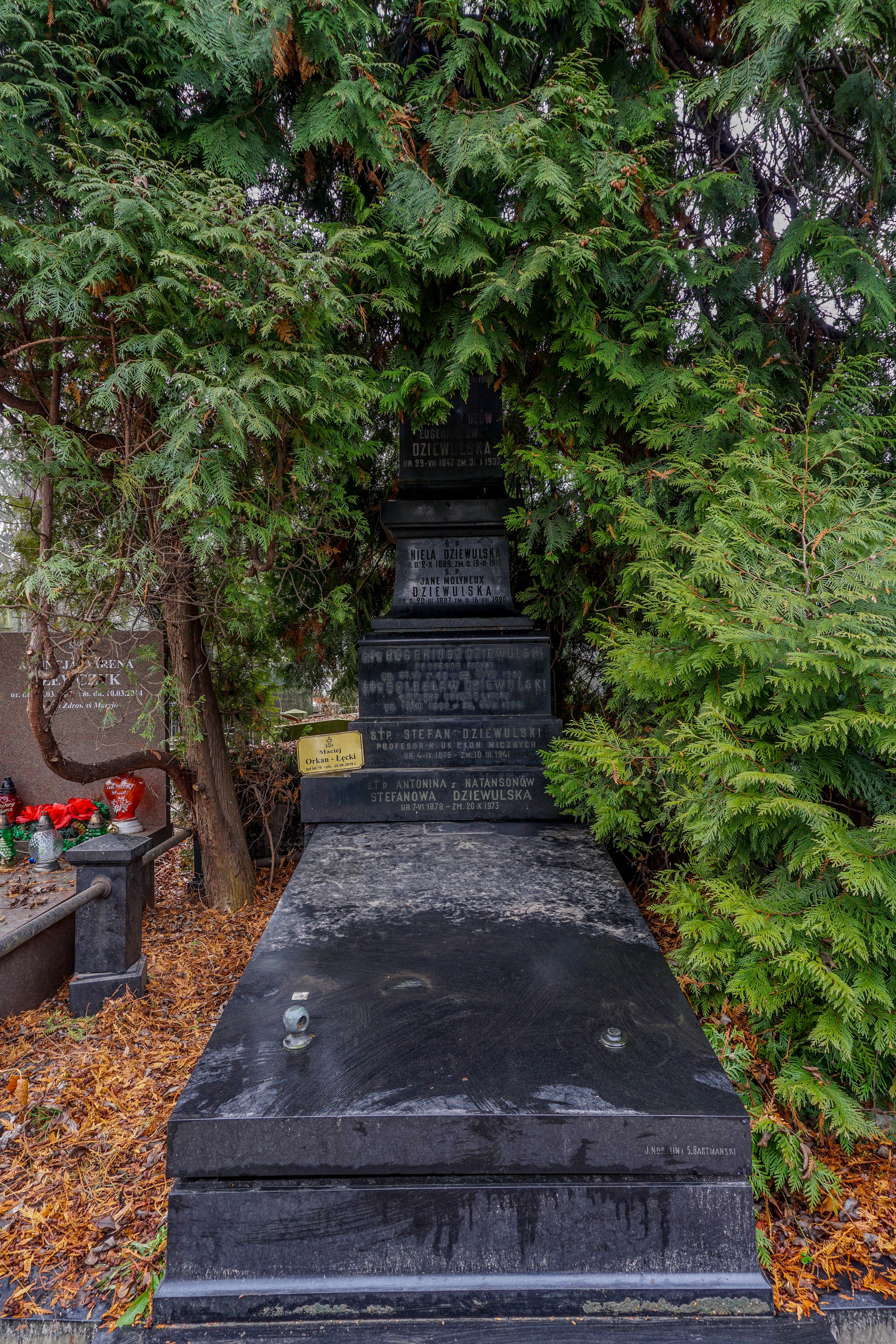
Grób Stefana Dziewulskiego na cmentarzu Powązkowskim

Stefan Dziewulski (ur. 4 września 1876 w Warszawie, zm. 10 marca 1941 tamże) – polski prawnik, ekonomista i wykładowca akademicki. Redaktor i wydawca czasopism „Ekonomista” i „Prawo i Ekonomia”, profesor Wolnej Wszechnicy Polskiej, przywódca Ligi Państwowości Polskiej.

## Życiorys
Urodził się w 4 września 1876 w Warszawie. Jego rodzicami byli przyrodnik Eugeniusz Klemens Dziewulski (1842–1889) i Aniela z domu Krauze. Jego braćmi byli fizyk Wacław Michał Dziewulski oraz astronom Władysław Dziewulski (1878–1962), obaj profesorowie Uniwersytetu Wileńskiego.
W latach 1903–1928 był redaktorem i wydawcą czasopisma „Ekonomista”, następnie do 1930 – „Prawa i Ekonomii”. Był również założycielem i pierwszym sekretarzem Towarzystwo Ekonomistów i Statystyków Polskich.
Po ukończeniu studiów otworzył prywatną praktykę adwokacką, zajmował się m.in. obroną więźniów politycznych.
Ożenił się z Antoniną z Natansonów. Miał z nią syna, Stanisława (1906–1990) – urbanistę, oraz córkę Marię (1909–2006) – kompozytorkę i teoretyczkę muzyki. W 1909 zakupił w Warszawie podniszczony Pałacyk księcia Lubomirskiego, i w roku następnym w jego miejscu wystawił okazałą willę zwaną współcześnie Pałacykiem Dziewulskich. Również w 1909 jego żona zakupiła majątek Sanniki, w którym małżeństwo gruntownie przebudowało tamtejszy pałac według projektu Henryka Marconiego.
W okresie poprzedzającym I wojnę światową znalazł się w kręgu naukowców skupionych wokół Marcelego Handelsmana, a w czasie wojny prawdopodobnie był także członkiem Ligi Państwowości Polskiej.
Po odzyskaniu przez Polskę niepodległości przez pewien czas pełnił urząd podsekretarza stanu, kierował także Ministerstwem Skarbu Państwa i Ministerstwem Pracy i Polityki Socjalnej. W ramach Głównego Urzędu Statystycznego stworzył Wydział Statystyczny, a także Wydział Asekuracyjny, który z czasem przekształcono w Powszechny Zakład Ubezpieczeń Wzajemnych, prekursora dzisiejszego Powszechnego Zakładu Ubezpieczeń. W 1927 uzyskał profesurę Wolnej Wszechnicy Polskiej, gdzie do 1939 wykładał historię doktryn ekonomicznych. 
Zmarł 10 marca 1941 w Warszawie. Pochowany w grobowcu rodzinnym na cmentarzu Powązkowskim (kwatera 35-1-10,11).